# 有男氏
有男氏又稱有南氏，姒姓，大禹的后裔，夏朝的氏族，也是夏朝諸侯國，居於後世的南郡境內。
有南氏曾有兩大臣極受君王寵信，雙方力钧势敌，最後導致國土分裂。